# Stylurus tongrensis
Stylurus tongrensis là loài chuồn chuồn trong họ Gomphidae. Loài này được Liu miêu tả khoa học đầu tiên năm 1991.